# Mitch Talbot
Mitchell R. Talbot (né le 17 octobre 1983 à Cedar City, Utah, États-Unis) est un lanceur droitier de baseball. Il a joué de 2008 à 2011 dans la Ligue majeure de baseball pour les Rays de Tampa Bay et les Indians de Cleveland, puis en 2012 avec les Samsung Lions de la KBO, en Corée du Sud. En 2014, il est sous contrat avec les Mets de New York de la MLB.

## Biographie
Après des études secondaires à la Canyon View High School de Cedar City (Utah), Mitch Talbot est drafté le 4 juin 2002 par les Astros de Houston au deuxième tour de sélection. Mitch paraphe son premier contrat professionnel le 20 août 2002. 

### Rays de Tampa Bay
Talbot est échangé aux Devil Rays de Tampa Bay le 12 juillet 2006. Il passe chez les Devil Rays avec Ben Zobrist en échange d'Aubrey Huff.  
Il fait ses débuts en Ligue majeure le 15 septembre 2008. Talbot participe à trois parties au plus haut niveau en cette fin de saison 2008, dont une comme lanceur partant, poste qu'il occupe régulièrement en Ligues mineures. Une médiocre moyenne de points mérités de 11,17 sanctionne ces sorties.

### Indians de Cleveland
Cantonné aux Ligues mineures en 2009 au sein de l'organisation des Rays de Tampa Bay, Mitch Talbot rejoint les Indians de Cleveland le 21 décembre 2009. Il complète l'échange de Kelly Shoppach effectué en fin de saison dernière.
Il est intégré à la rotation de lanceurs partants pour la saison 2010 et remporte 10 victoires contre 13 défaites en 28 départs, avec une moyenne de points mérités de 4,41.
Sa saison 2011 est plus difficile et il la passe entre les majeures et les mineures, en plus d'être placé durant l'été sur la liste des joueurs blessés pour des maux de dos. Pour les Indians, il amorce 12 parties mais affiche une moyenne élevée de 6,64 points mérités alloués par partie. Il ne remporte que 2 de ses 8 décisions.

### Corée du Sud
Après avoir été retiré de l'effectif de 40 jours des Indians en octobre 2011, Talbot signe en décembre suivant un contrat d'un an de 300 000 dollars US avec une équipe de Corée du Sud, les Samsung Lions de la KBO.

## Statistiques
| Saison | Équipe    | G  | GS | CG | SHO | V  | D  | SV | IP    | SO | ERA   |
| ------ | --------- | -- | -- | -- | --- | -- | -- | -- | ----- | -- | ----- |
| 2008   | Tampa Bay | 3  | 1  | 0  | 0   | 0  | 0  | 0  | 9.2   | 5  | 11,17 |
| 2010   | Cleveland | 28 | 28 | 1  | 0   | 10 | 13 | 0  | 159.1 | 93 | 4,41  |
| Totaux | Totaux    | 31 | 29 | 1  | 0   | 10 | 13 | 0  | 169.0 | 93 | 4,79  |

Note : G = Matches joués ; GS = Matches comme lanceur partant ; CG = Matches complets ; SHO = Blanchissages ; 
V = Victoires ; D = Défaites ; SV = Sauvetages ; IP = Manches lancées ; SO = Retraits sur des prises ; ERA = Moyenne de points mérités.